# Distretto di Limavady
Il distretto di Limavady era una delle suddivisioni amministrative dell'Irlanda del Nord, nel Regno Unito. Fu creato nel 1973. Apparteneva alla contea storica di Londonderry.
A partire dal 1º aprile 2015 il distretto di Limavady è stato unito a quelli di Ballymoney, Coleraine e Moyle per costituire il distretto di Causeway Coast e Glens.
Per le elezioni alla Camera dei Comuni del Regno Unito, era rappresentato nel collegio di East Londonderry.